# Idala kyrka
Idala kyrka är en kyrkobyggnad i Idala, Kungsbacka kommun. Den tillhör Idala församling i Göteborgs stift. 

## Kyrkobyggnaden
Kyrkan ligger på en liten ås med utsikt över Löftaåns dalgång. De mellersta och äldsta delarna anses vara från 1200-talet. Byggnaden förlängdes 1772 åt öster och ett nytt kor tillkom. År 1795 genomfördes en större renovering, där inredning, väggar och tak målades. Det lanterninförsedda tornet uppfördes 1828 av Carl Hörstedt. Reparationer utfördes 1859 och 1869, då bland annat en ny läktarbarriär tillkom, varvid vissa äldre målningar försvann för gott. 
Vid rerstaureringen 1946-1947 genomgick kyrkan en stor restaurering och sakristian på nordsidan byggdes till. Tidigare fanns även ett vapenhus på södra sidan. Interiören återfick sin 1700-talskaraktär. 

## Dekorationsmålningar
Efter att koret utvidgats 1772 målades takvalvet 1795 av Jacob Magnus Hultgren och han målade samtidigt även altaruppsats, alarring, predikstol, nummertavlor och bänkar. Interiören och takmålningarna övermålades 1869 eller 1880 och 1904 sattes även pärlspontpanel upp i taket. Det schablonmålades av Martin Wallström. Dessa övermålades år 1880 och täcktes år 1904 ytterligare med panel försedd med schablonmålningar. Först vid restaureringen 1947, som utfördes av Thorbjörn Engblad, togs takmålningarna åter fram. De nio målningarna på södra sidan föreställer bilder och löften ur Gamla testamentet medan de nio på södra sidan föreställer uppfyllelserna av respektive löfte i Nya testamentet. Uppe i taket finns bland andra målningar föreställande treenigheten och Världsdomaren med folkskaror vandrande mot honom.

## Gravar
I vapenhuset består golvet till del av gravhällar från 1600- och 1700-talen. En gravkammare finns under korgolvet, den nås via en stentrappa under en lucka i golvet innanför altarringen. Öppningen var länge igenmurad innan den öppnades år 1946. I gravkammaren finns fyra ekkistor, tre större och en mindre. Kistorna innehåller kvarlevorna av prosten Jonas Ahlelöf (död 1783) med fru (död 1776), deras dotter och ett barnbarn.

## Inventarier
- Dopfunten av sandsten är från 1200-talet och av västgötsk typ. Den är i ett stycke, 67 cm hög, med cylindrisk cuppa, som skrånar nedåt till ett kort skaft med utsparat band. Uttömningshål saknas.[1] Den står på en nytillverkad fot.
- Dopfat av mässing med vinlövsranka från 1600-talet.
- Dopskål av koppar från 1600- eller 1700-talet.
- Altaruppsatsen består av en uppställning med pilastrar mellan vilka en båge med ett Gudsöga med strålgloria är.
- Altartavlan mellan pilastrarna föreställer Kristus på korset med en orm och en dödskalle vid korsets fot samt tre lärjungar. Den målades 1795 av Jacob Magnus Hultgren. Under tavlan står Jag är uppståndelsen och livet. Tavlan övermålades under 1800-talet med ett kors och täcktes ytterligare år 1904 av en målning på duk innan den 1947 åter togs fram. På var sin sida av altaruppsatsen sitter monogrammen GA för Gustaf II Adolf respektive C för Karl XII.
- Den nuvarande altarringen från 1700-talet upphittades på en vind och skänktes till kyrkan varpå den renoverades och återinsattes år 1947.
- Predikstol med baldakin och timglas gjorda av Peter Miller år 1795.
- Ett gotiskt triumfkrucifix i ek från 1300-talet hänger på södra långhusväggen ovanför dopfunten. Det var 1924-1953 deponerat vid Göteborgs stadsmuseum.
- Kyrkkistan av ek är från mitten av 1700-talet.
- Marmortavla i mosaik från Italien föreställande Maria och Jesusbarnet, skänkt 1955 av en tidigare församlingsbo.
- Karl XII bibel tryckt 1703.
- Kormattan utförd Charlotte Wennerberg är från 1997.
- Röd mässhake från 1740, förvaras på Göteborgs stadsmuseum.
- Violett mässhake i sammet från 1931.
- Grön mässhake utförd av Kerstin Nordblom från 1996.
- Rött antependium från 1905.
- Nattvardskalk av förgyllt silver med nod från 1400-talet och senare cuppa samt fot troligtvis tillverkade av Anders Ruus på 1600-talet.
- Paten, eventuellt från 1400-talet.
- Vinkanna och oblatask i nysilver från 1895.
- Vinkanna i silver från 1984.
- Två silverljusstakar skänkta 1772.
- Sjuarmad mässingsljusstake från 1848.
- Tre mässingsljuskronor från respektive 1848, 1849 och 1894.

### Klockor
Kyrkan har två klockor, varav storklockan har omgjutits år 1799 och 1829.

### Orglar
Kyrkans första orgel byggdes 1870 av Johan Nikolaus Söderling. En ny sjustämmig orgel tillkom 1935, byggd av Mårtenssons orgelfabrik.

## Bilder

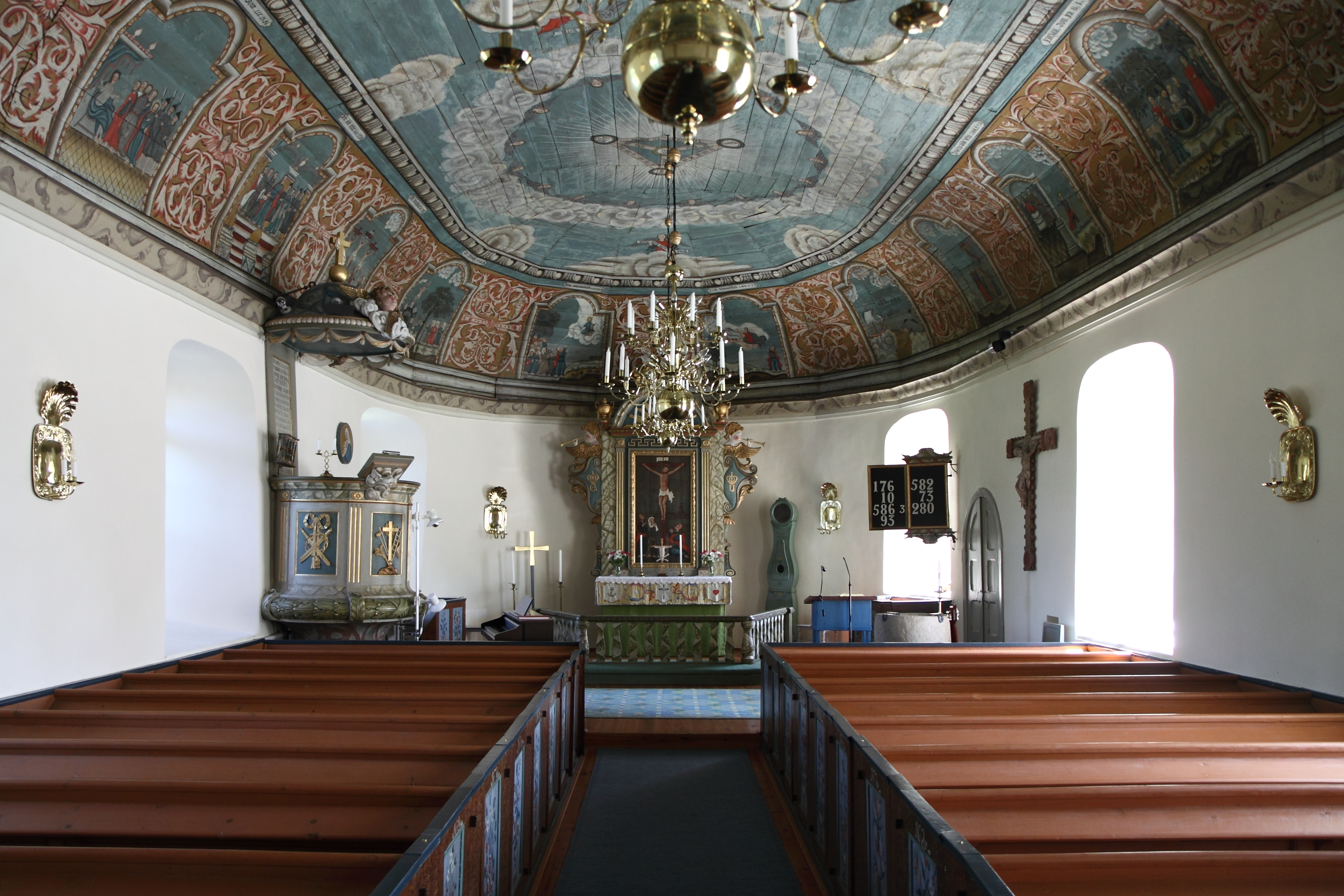
Interiör mot koret
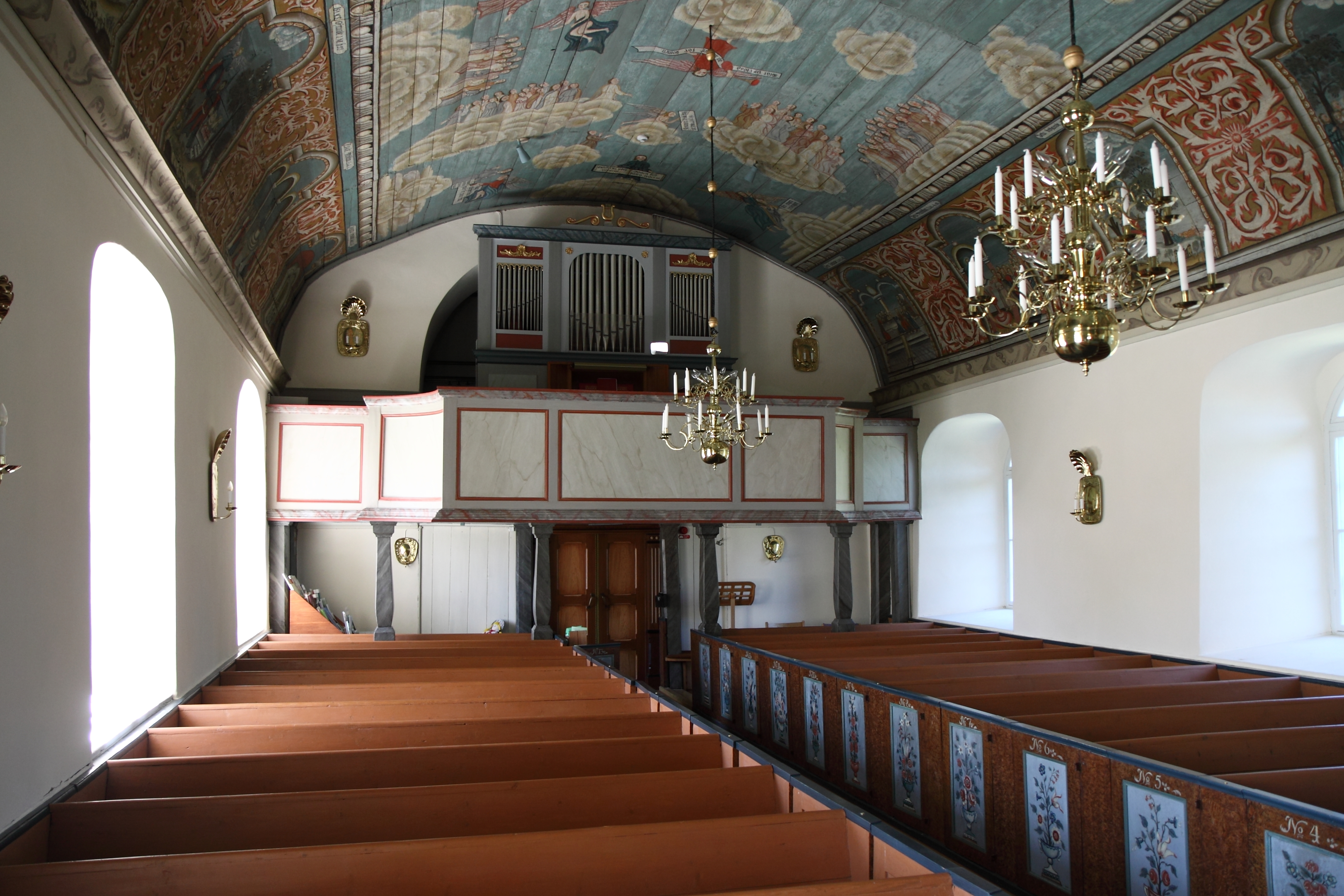
Interiör mot orgelläktaren
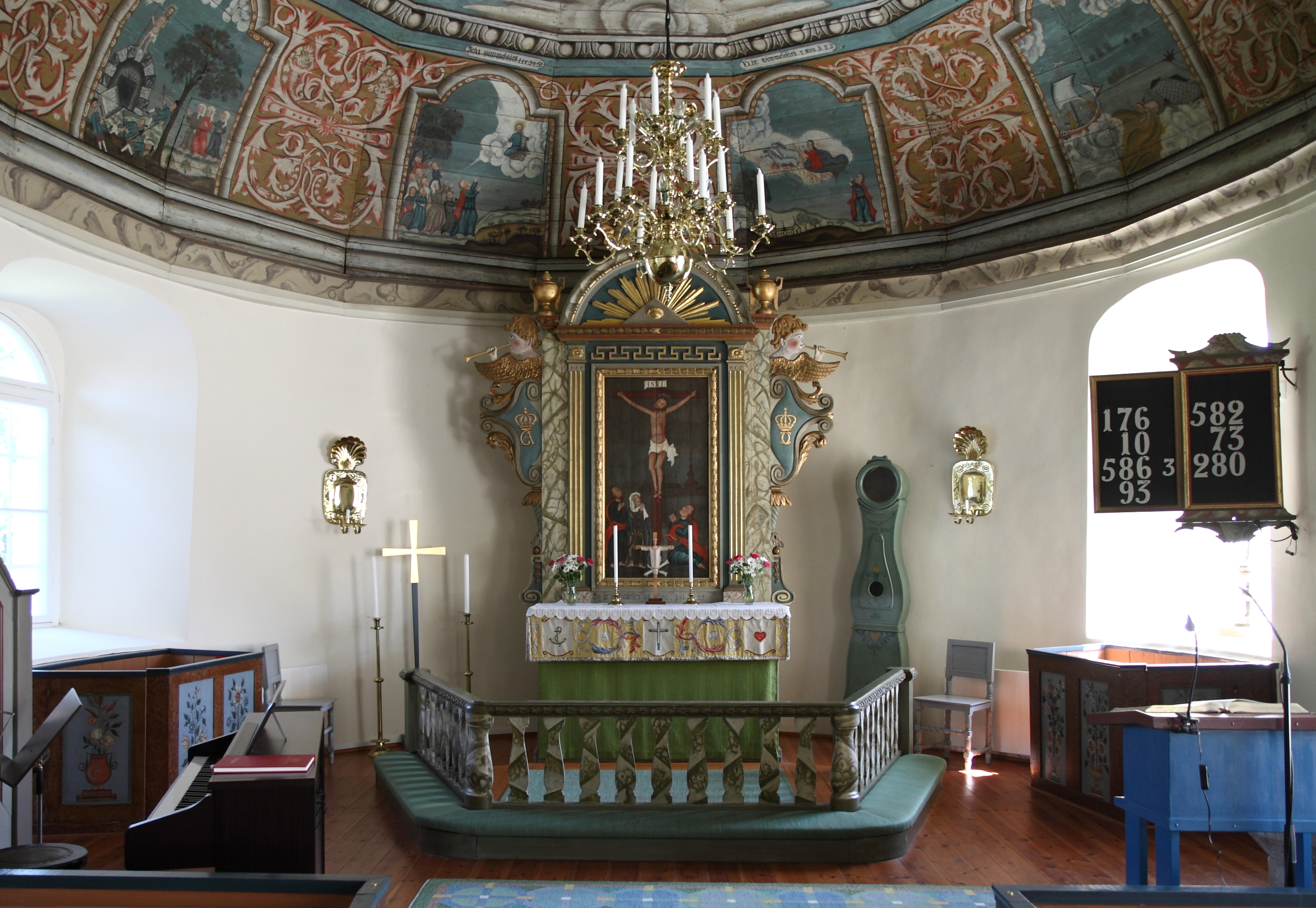
Koret
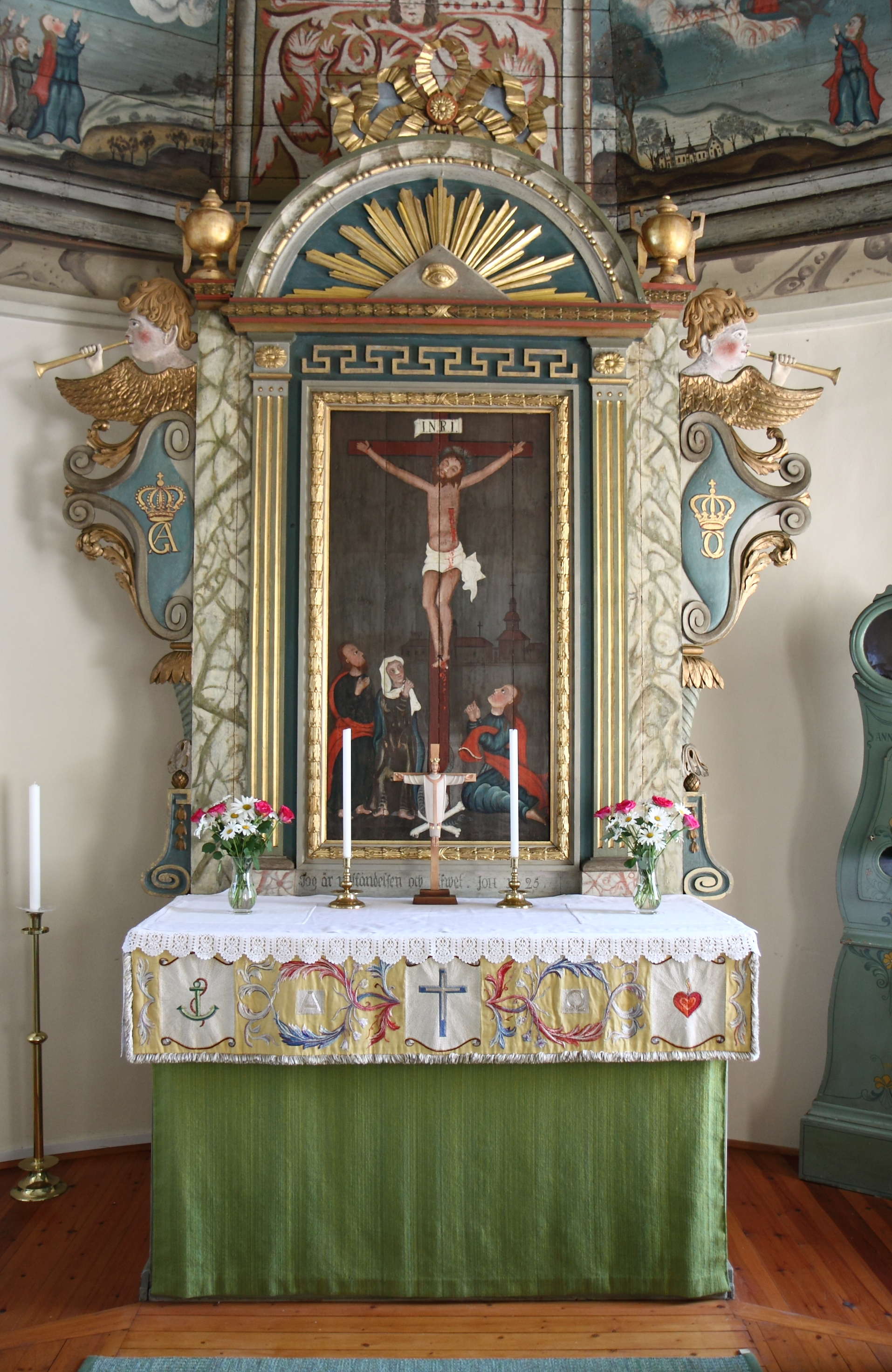
Altare och altaruppsats
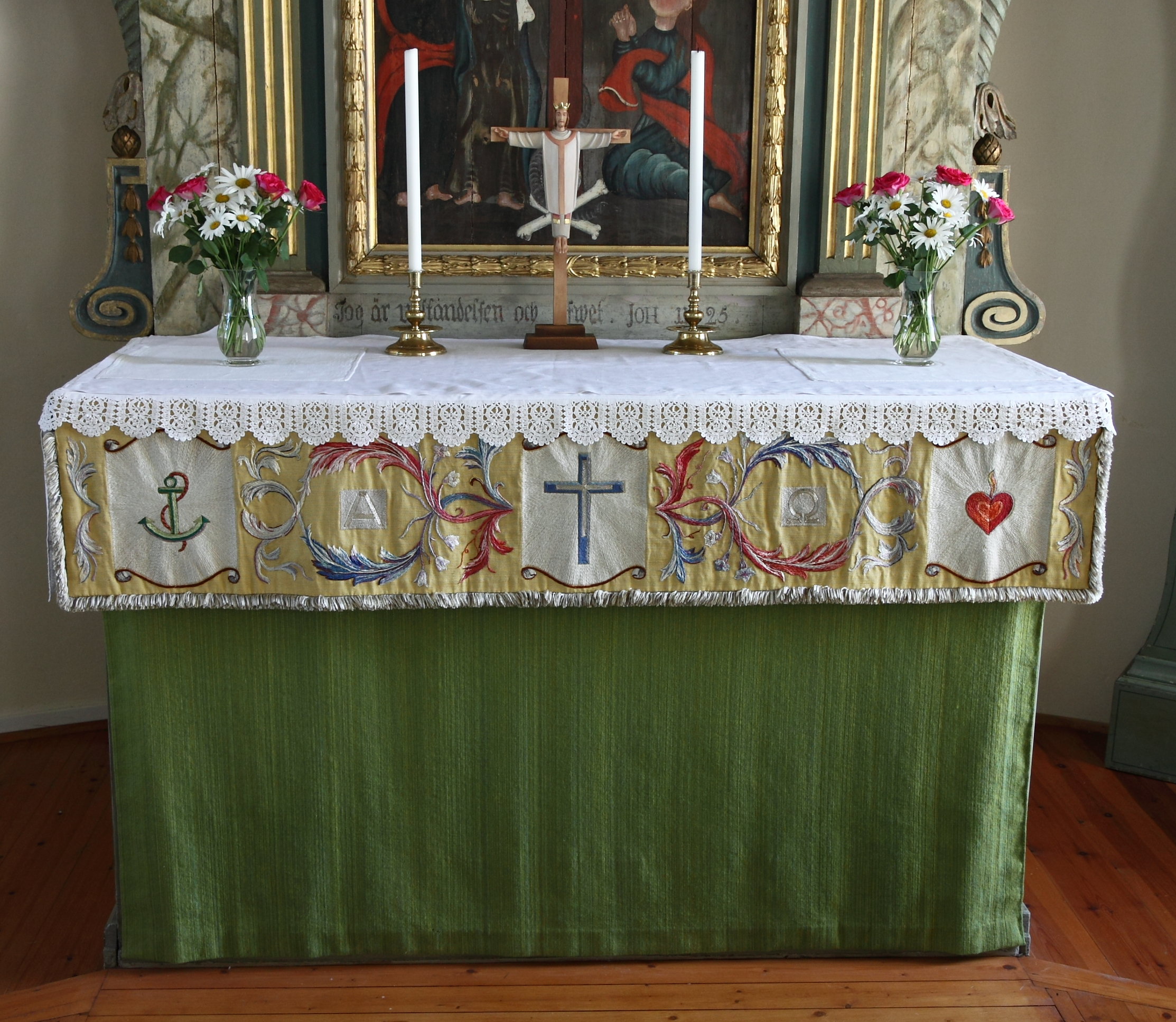
Altare
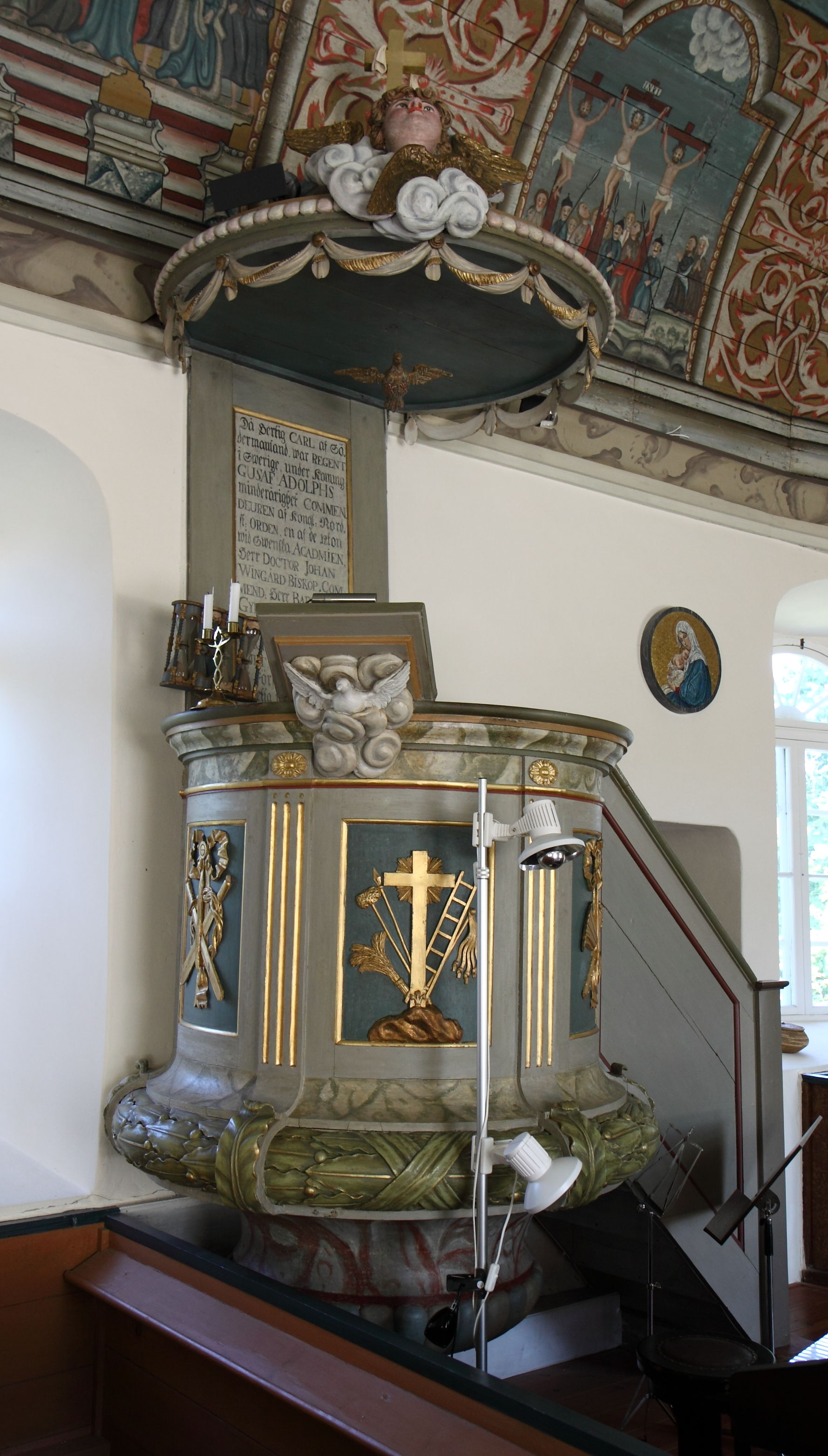
Predikstolen
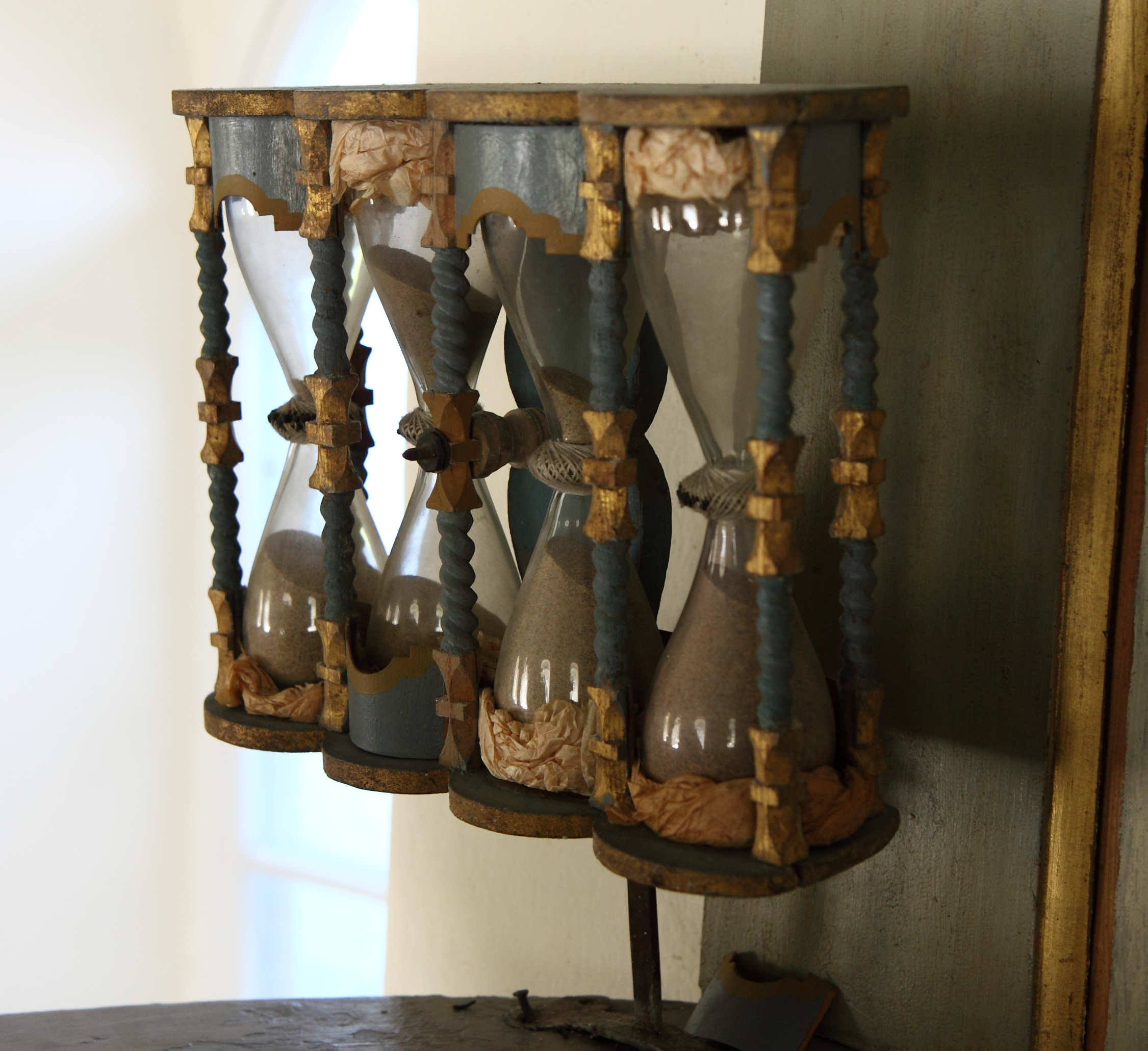
Timglas
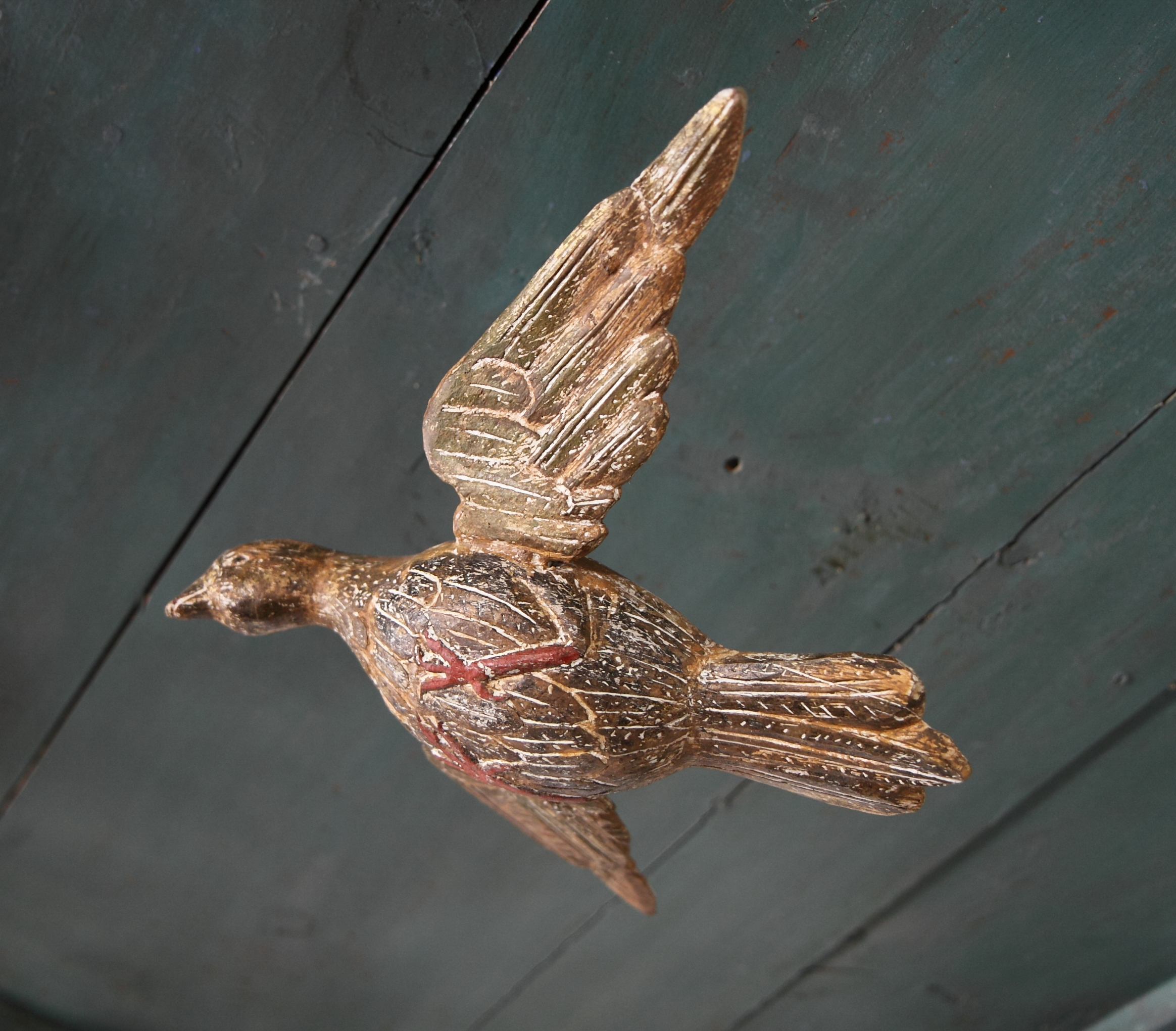
Duva över predikstolen
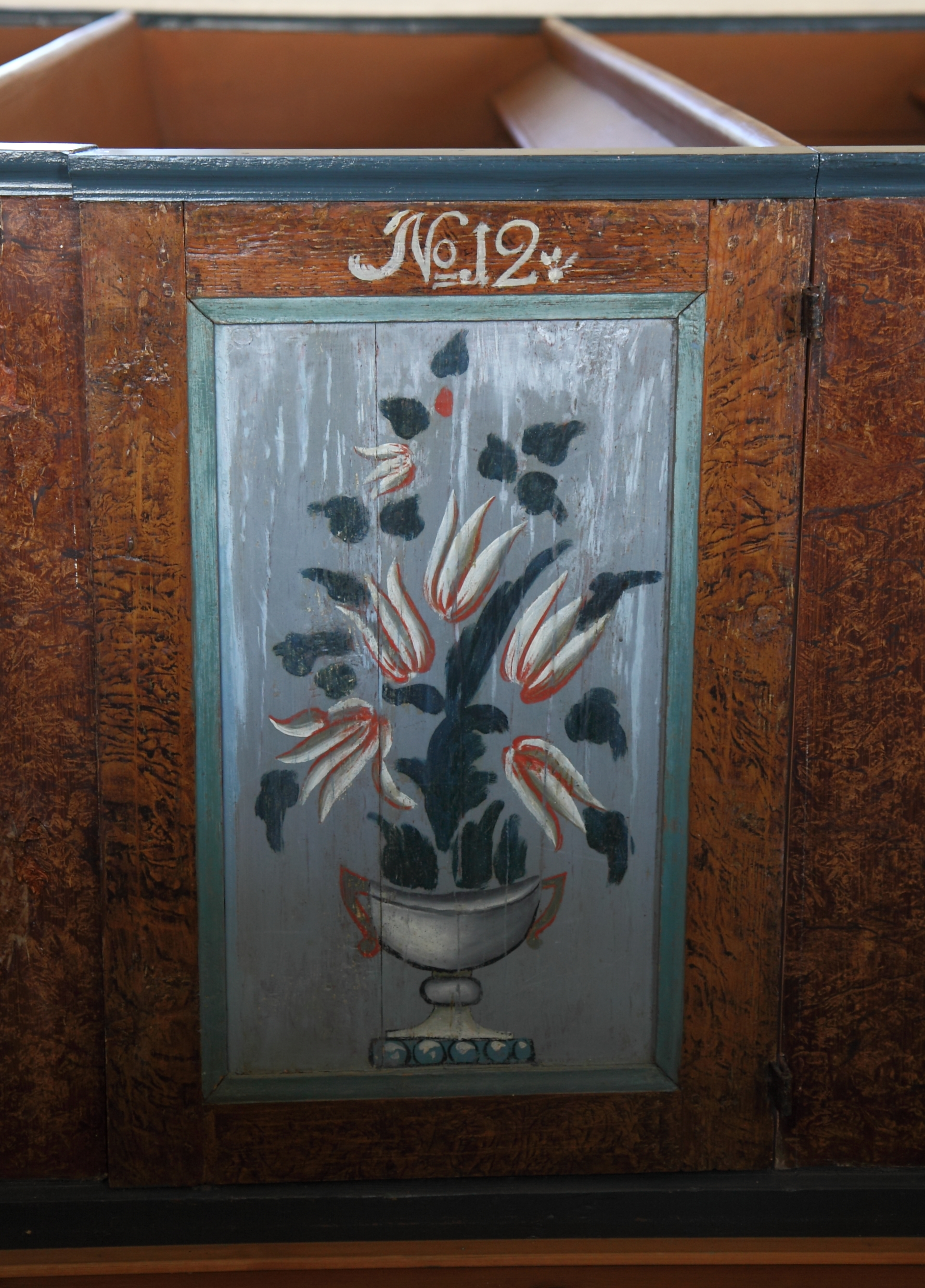
Bänkgavel
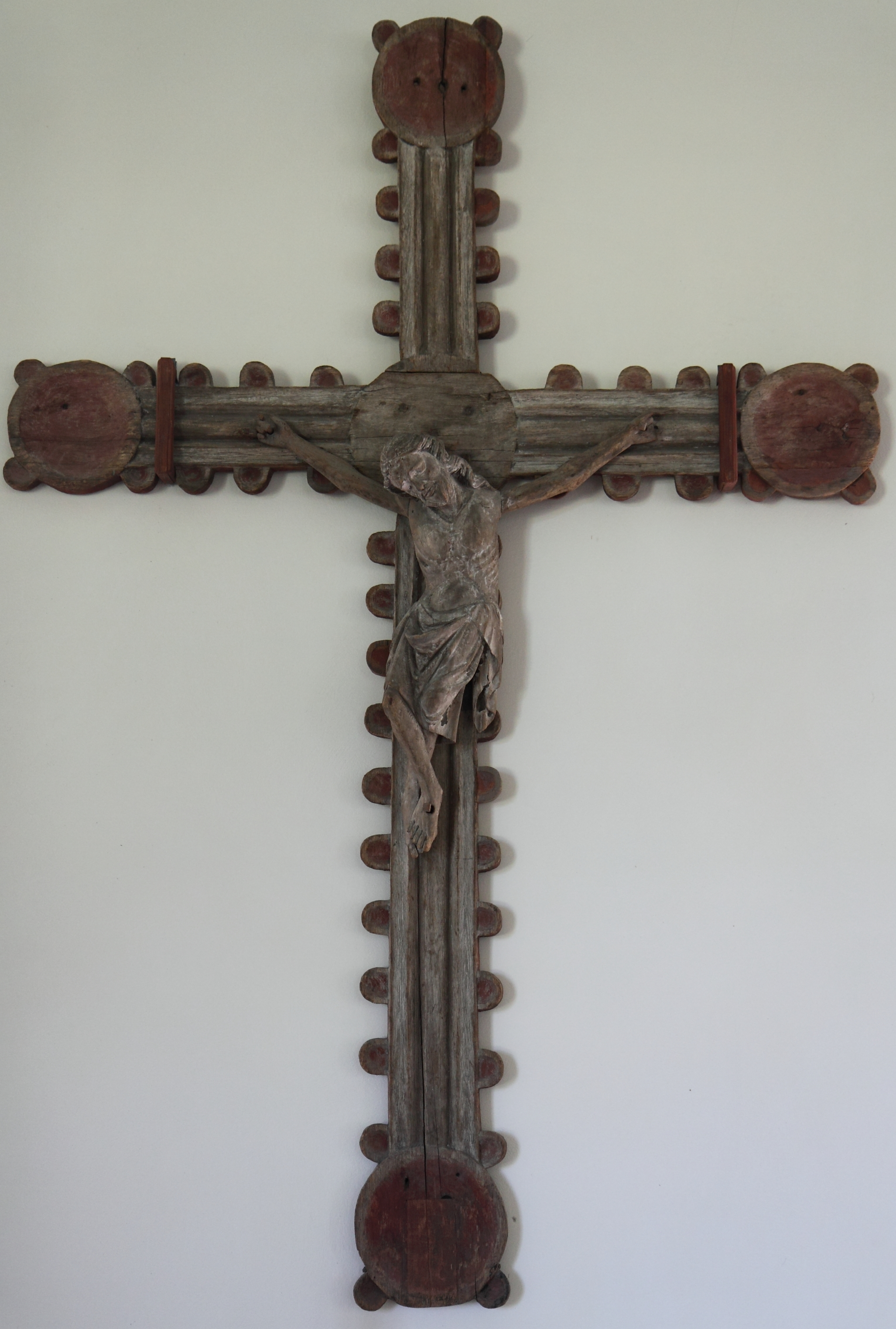
Triumfkrucifix
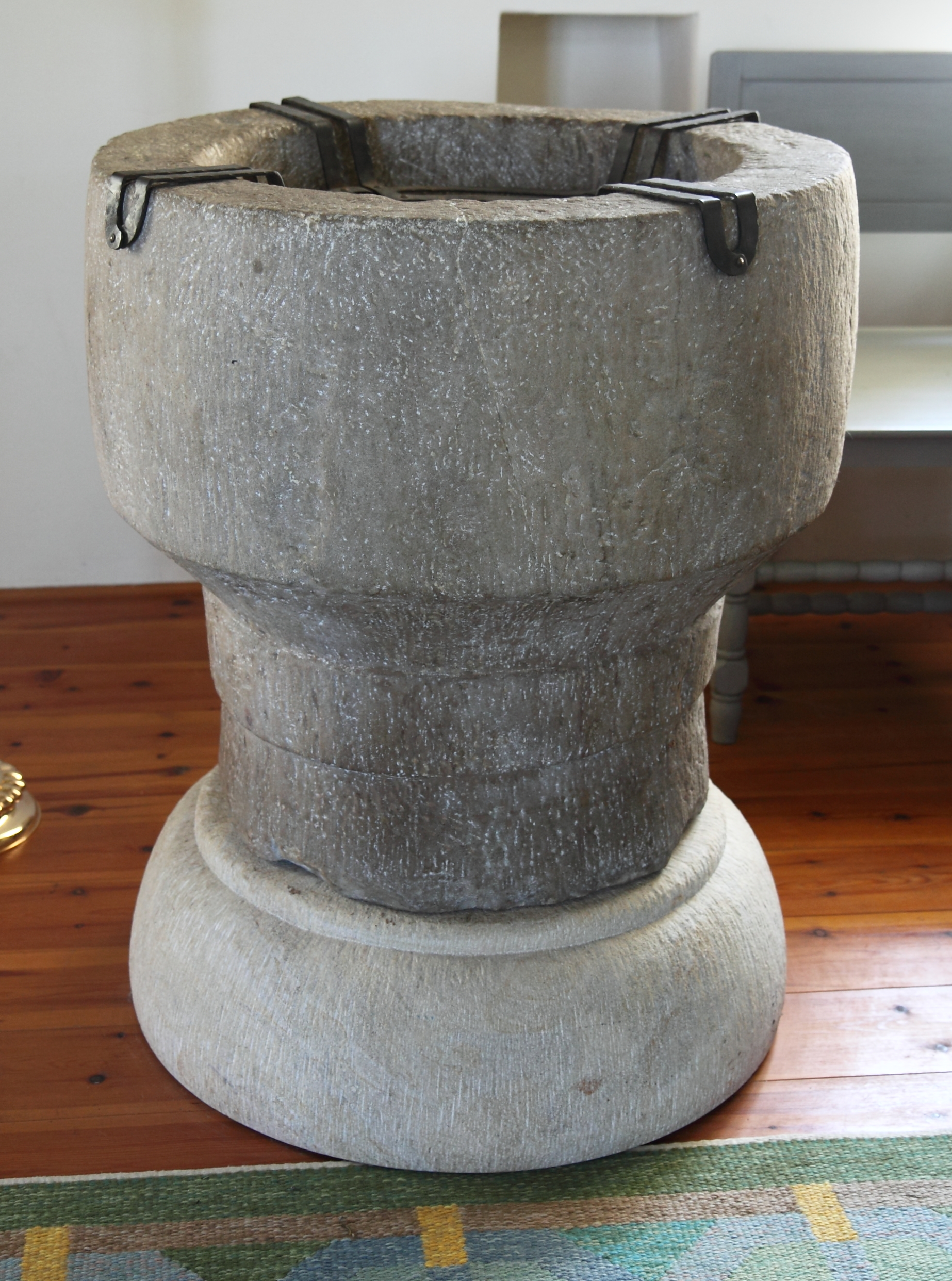
Dopfunten
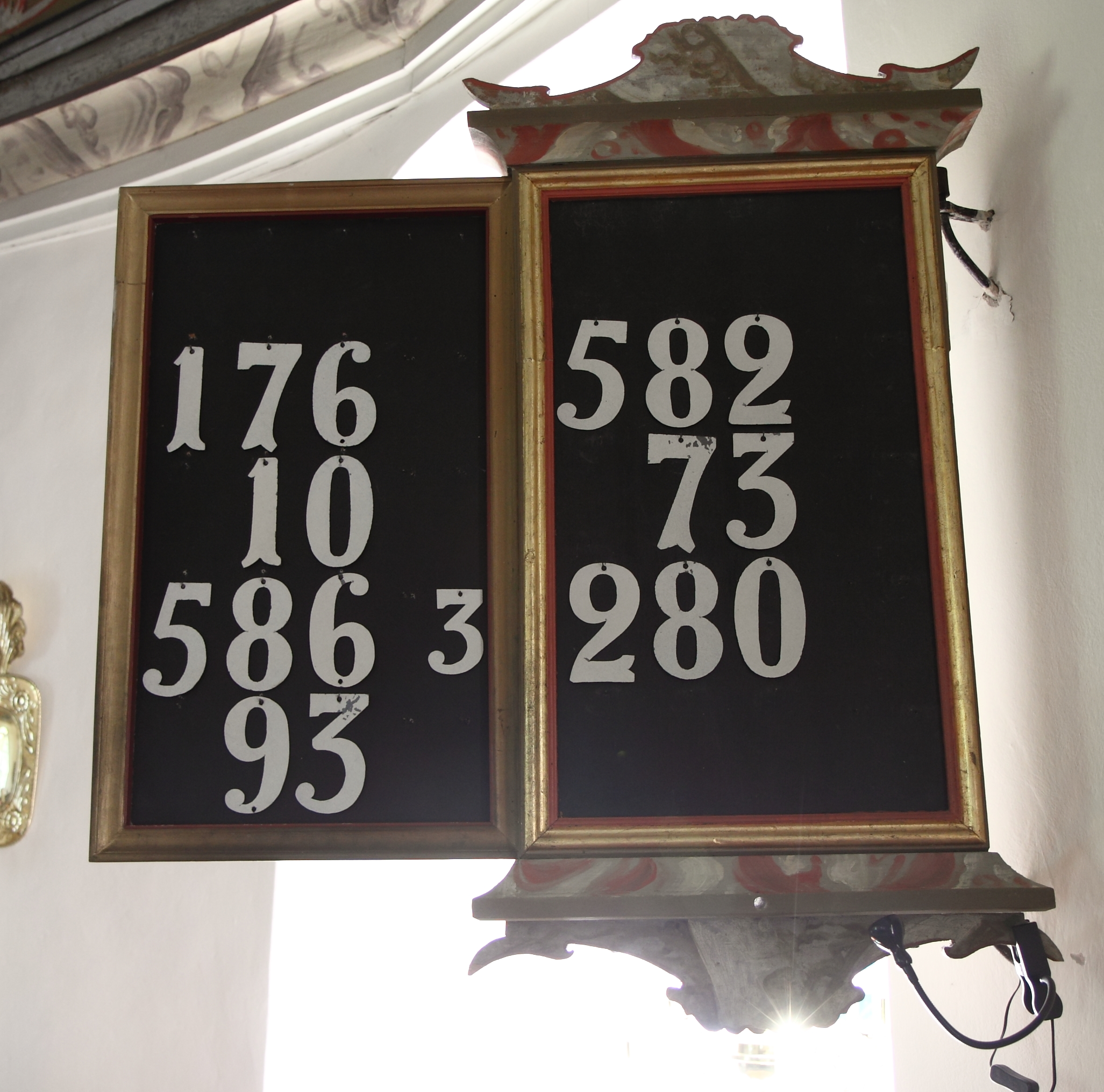
Nummertavla
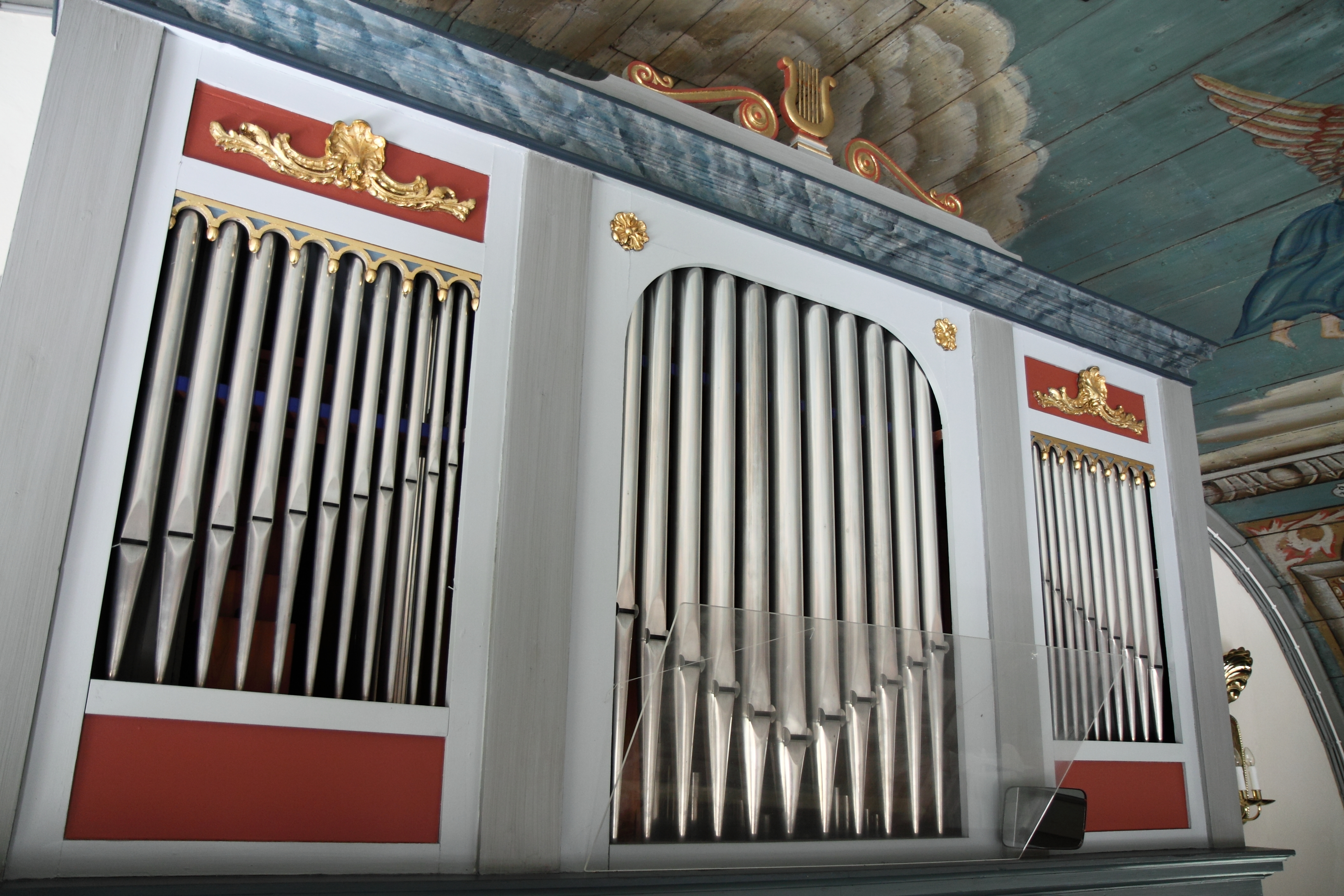
Orgelfasaden
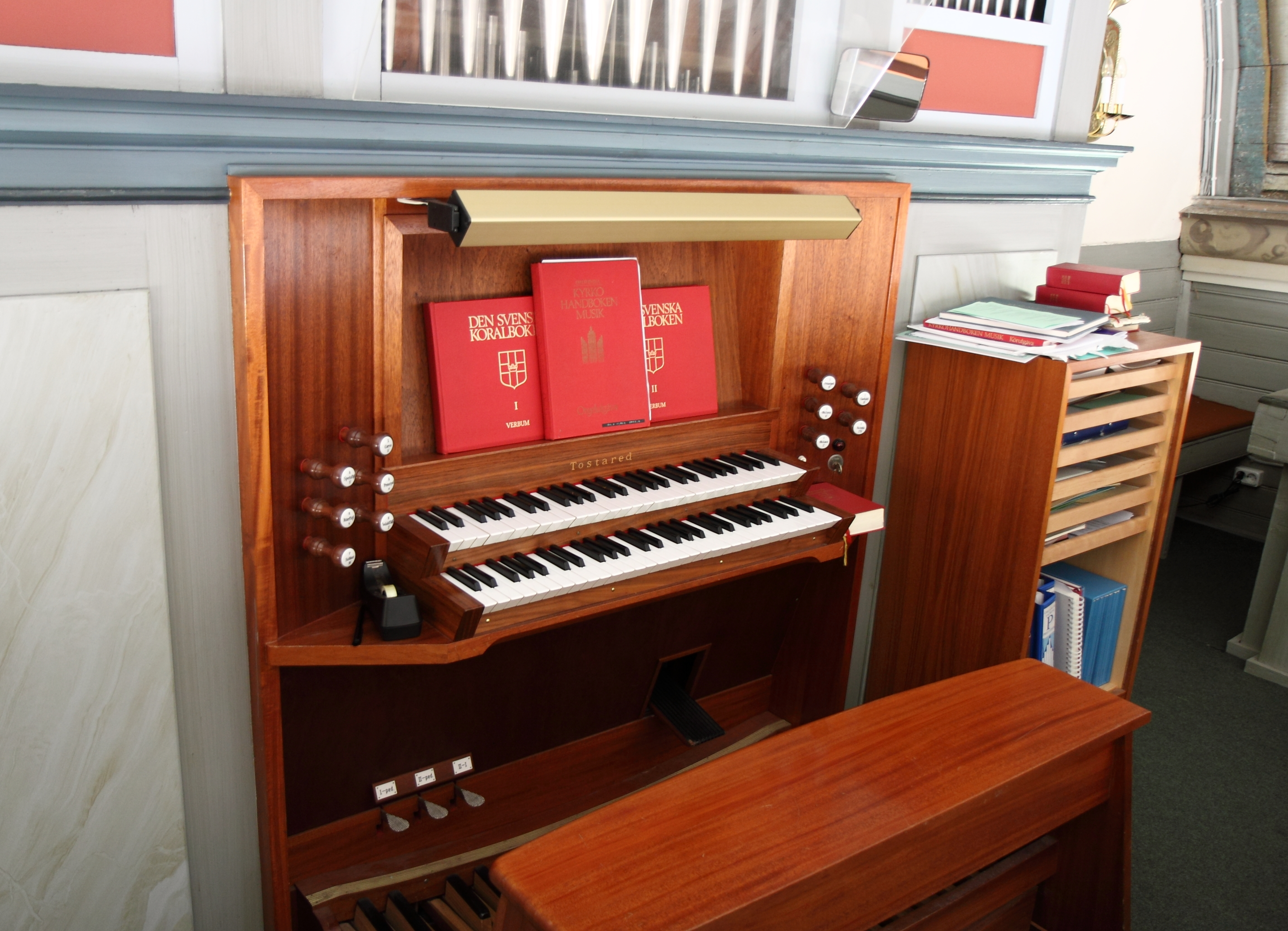
Spelbordet
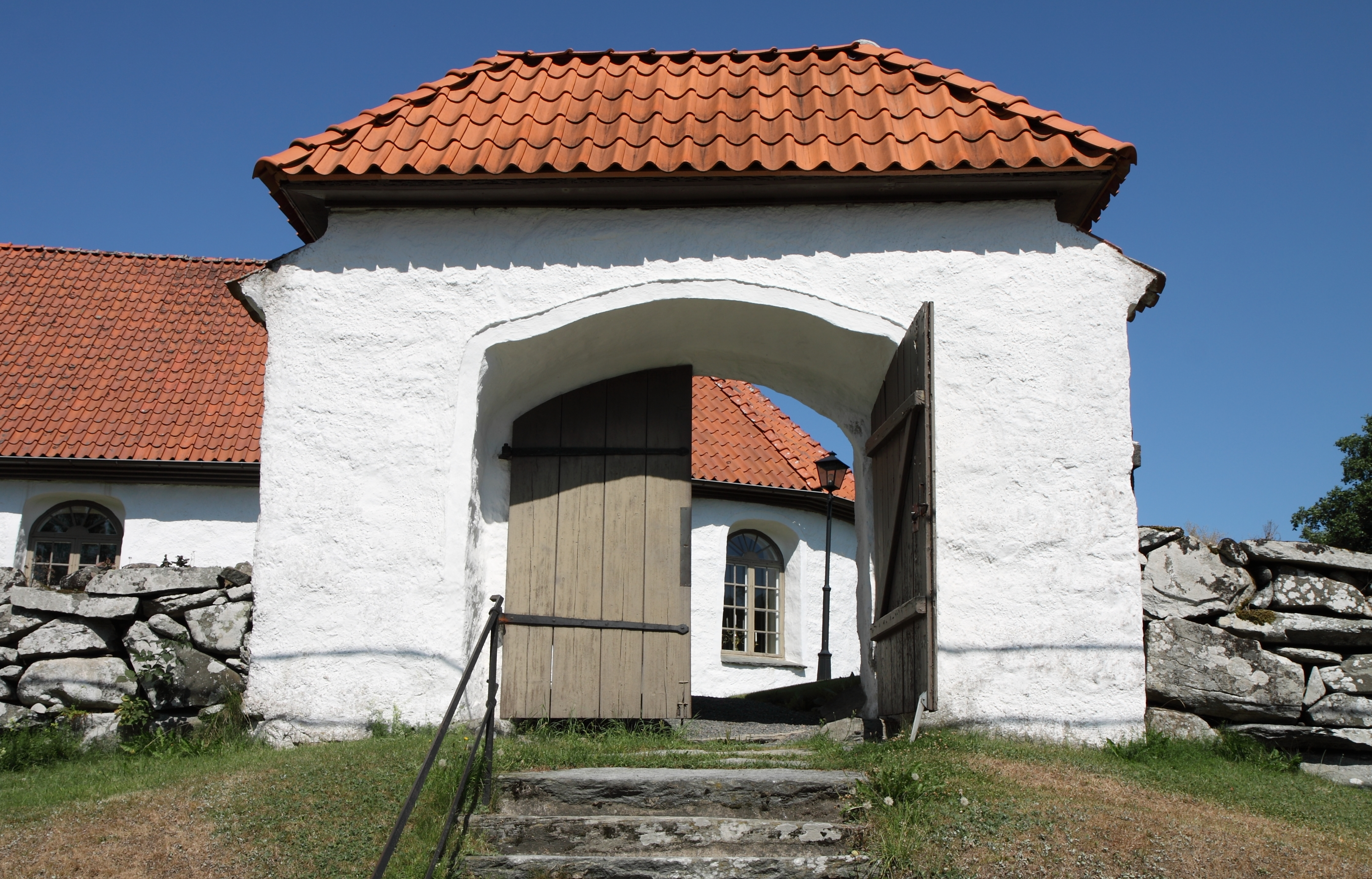
Stigluckan